# إميل أوغست دي ويلدمان
إميل أوغست دي ويلدمان (1866-1947) (بالإنجليزية: Émile Auguste Joseph De Wildeman)‏ هو عالم نبات بلجيكي.